# Theodor Lipps
Theodor Lipps (n. 28 iulie 1851 la Wallhalben - d. 17 octombrie 1914 la München) a fost un filozof și psiholog german, reprezentant de seamă al psihologismului german.
A fost unul dintre cei mai influenți profesori din acea perioadă, cursurile sale atrăgând studenți din mai multe țări.
Una din temele sale predilecte a fost filozofia artei și mai ales estetica.
A inițiat primele studii privind empatia, care era privită ca o formă de cunoaștere rezultată din relațiile interpersonale, constând în imitația interiorizată a stărilor și comportamentelor unei alte persoane mergând pînă la identificare cu acea persoană.
Fiind susținător al ideii de inconștient, i-a avut printre admiratori pe Sigmund Freud.
A fost influențat de Edmund Husserl și Robert Vischer.
Legea Lipps-Meyer din teoria muzicii poartă numele său și al psihologului american Max Friedrich Meyer.

## Scrieri
- 1883: Grundtatsachen des Seelenlebens.
- 1893: Grundzüge der Logik.
- 1897: Raumästhetik und geometrisch-optische Täuschungen.
- 1898: Komik und Humor.
- 1899: Die ethischen Grundfragen: Zehn Vorträge.
- 1902: Vom Fühlen, Wollen und Denken.
- 1903: Leitfaden der Psychologie.
- 1903–1906: Ästhetik.
- (ca traducător): David Hume: "Ein Traktat über die menschliche Natur".

Una din cărțile sale a fost tradusă și în română sub titlul: "Estetica. Contemplarea estetică și artele plastice" și apărută la Editura Meridiane în 1987.
1. ↑  Theodor Lipps, Lipps, Theodor[*]
2. ↑  Theodor Lipps, Hrvatska enciklopedija[*]
3. 1 2 3  Autoritatea BnF, accesat în 10 octombrie 2015
4. 1 2  The Fine Art Archive, accesat în 1 aprilie 2021
5. ↑  Theodor Lipps, Encyclopædia Britannica Online, accesat în 9 octombrie 2017
6. 1 2  Липпс Теодор, Marea Enciclopedie Sovietică (1969–1978)[*]
7. ↑  „Theodor Lipps”, Gemeinsame Normdatei, accesat în 10 decembrie 2014
8. ↑  Encyclopædia Britannica
9. ↑  „Theodor Lipps”, Gemeinsame Normdatei, accesat în 30 decembrie 2014
10. ↑  CONOR.SI[*] Verificați valoarea |titlelink= (ajutor)
11. ↑  Genealogia matematicienilor